# Philipposcopus
Philipposcopus är ett släkte av insekter. Philipposcopus ingår i familjen dvärgstritar.
Kladogram enligt Catalogue of Life:
| Philipposcopus | \| \| Philipposcopus maquilingensis \| \| \| \| \| \| Philipposcopus modestus \| \| \| \| |
|                | \| \| Philipposcopus maquilingensis \| \| \| \| \| \| Philipposcopus modestus \| \| \| \| |
|                | Philipposcopus maquilingensis                                                             |
|                |                                                                                           |
|                | Philipposcopus modestus                                                                   |
|                |                                                                                           |